# Healdsburg (Kalifornija)
Healdsburg je grad u američkoj saveznoj državi Kalifornija. Prema popisu stanovništva iz 2010. u njemu je živjelo 11.254 stanovnika.